# Glamour

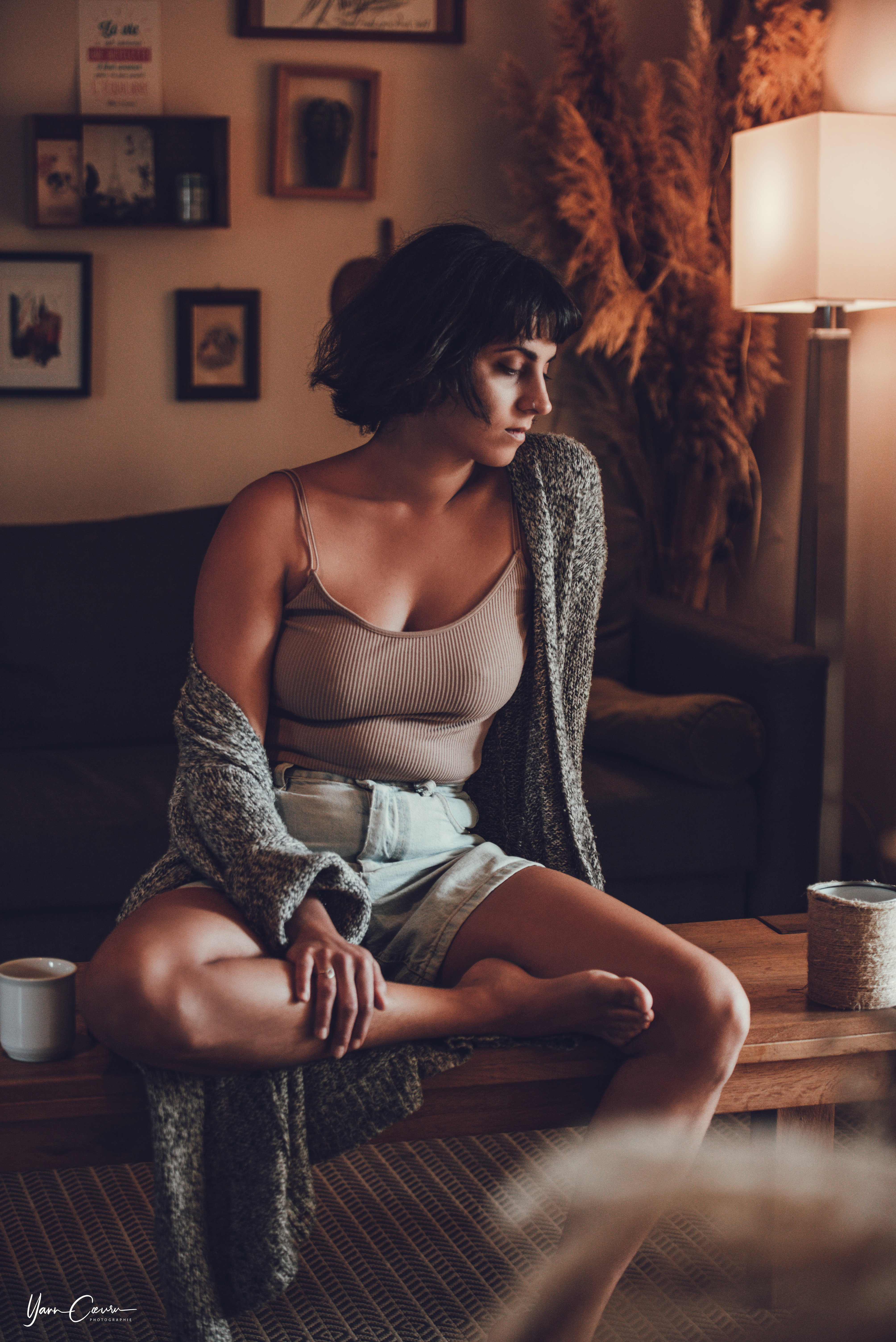
Glamour fotografie, zcela oblečená modelka

Glamour (angl. půvab) je fotografický žánr, který se snaží zachytit krásu, půvab a přitažlivost ženského těla. Do tohoto fotografického žánru patří spoře oděná či polonahá těla, ale glamour není explicitní jako erotická fotografie nebo dokonce pornografie – choulostivější partie jsou vhodně zakryty oblečením, případně i jinou částí těla.
Někdy se glamour blíží módní fotografii, ale rozdíl se dá najít v tom, že u glamouru není primární důraz na oblečení, ale na modelku; též, u glamour se modelka dívá častěji do objektivu, což by u módní fotografie, která má prodávat módu, mohlo odpoutávat pozornost zákazníka od inzerovaného oblečení.
Do žánru glamour se též řadí fotografie zcela oblečené modelky, ale zpracováním musí u diváka vyvolat určitý pocit erotična a sexuálního napětí. Pohled na to, jak má vypadat glamourová fotografie, se v průběhu let měnil a mění. Mezi nejznámější světové fotografy glamour patří například Rolando Goméz, v Česku pak třeba Jiří Růžek nebo Filip Matušinský.

## Historie

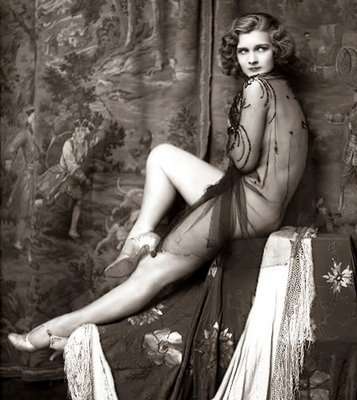
Alfred Cheney Johnston: Drucilla Strain, 1920, 33,4x26,7cm, Sbírka Gruber Collection

Takzvané francouzské pohlednice jsou malé pohlednice vyrobené z tvrdého papíru s fotografií nahé nebo částečně nahé ženy. Tyto kartičky byly vyráběny ve velkém množství, především ve Francii na konci 19. a počátku 20. století. Termín však vznikl v USA, kde takové pohlednice nebyly legální. Kartičky byly prodávány jako pohlednice, ale hlavním cílem nebylo zasílání poštou, protože by byly zakázány. Odebírali je pouliční prodejci, obchody s tabákem a řada dalších dodavatelů za účelem dalšího prodeje sběratelům a turistům.
Alfred Cheney Johnston (1885–1971) byl americký fotograf glamourových snímků, známý především portréty modelek taneční revue Ziegfeld Follies. V zobrazování tanečnic pro revue, takzvaných Ziegfeld-girls, projevil velkou zručnost – jeho oblečené modelky vypadaly jako nahé. Ve dvacátých letech portrétoval mnoho hvězd stříbrného plátna, včetně Dolly Sisters, Gloria Swanson, Mae Marsh, Fairbank Twins a Lillian a Dorothy Gish. Jeho fotografie měly velký vliv na image Hollywoodu tehdejšího desetiletí.
Časopis Playboy pomáhá celosvětovým změnám v glamourové fotografii. Jako první časopis se soustředil na spoře oděné modelky s cílem zaujmout mainstreamového spotřebitele. V prosinci 1953 Hugh Hefner publikoval v první edici Playboye fotografie Marilyn Monroe.

### 1989–současnost
- Michel Comte
- Jack Vande

## Kompozice

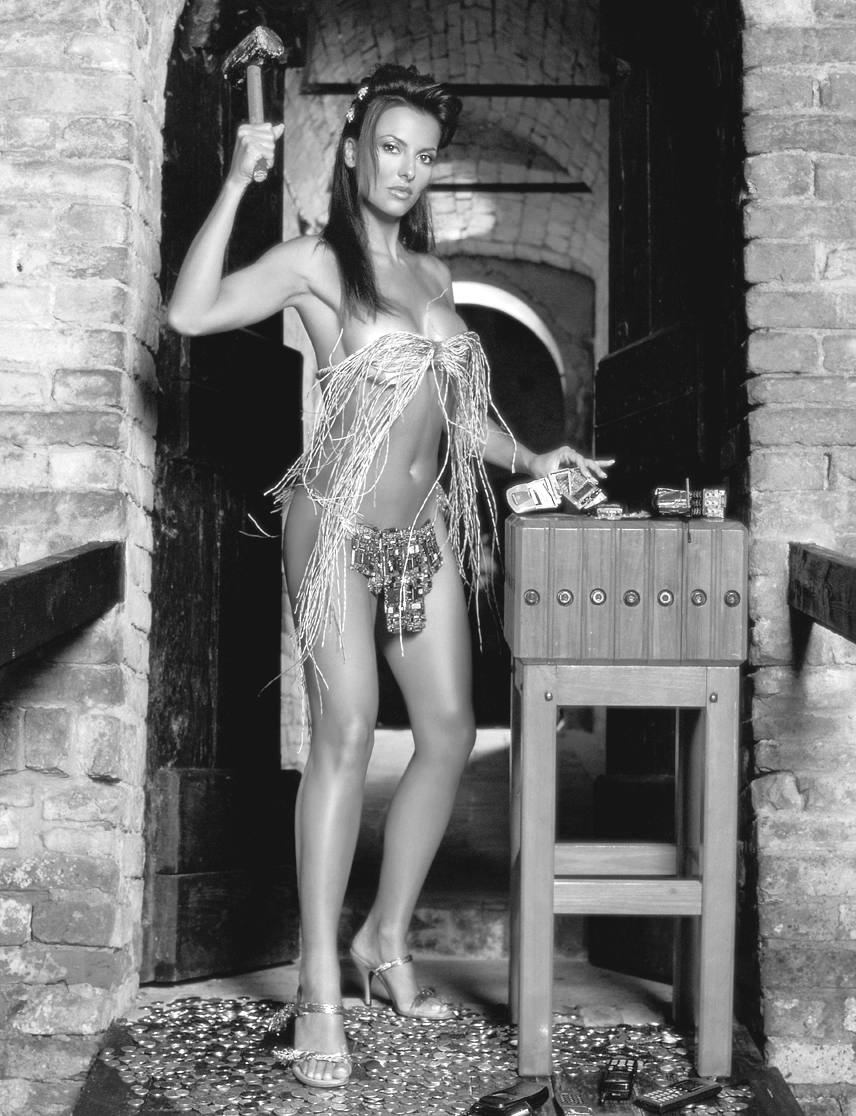
Miriana Trevisan, fotografie Alberto Magliozzi

### Boudoir
Boudoir označuje fotografický styl s boudoirem (ve smyslu nábytku a/nebo místnosti) v záběru snímku. Charakteristikou tohoto stylu, který může být na pomezí mezi styly glamour či fashion, je snaha vystihnout intimitu a bezprostřednost u modelky (muži a páry jsou méně časté) v jejím soukromí, modelka je často na snímku zastižena při převlékání nebo ve spodním prádle, většinou bez explicitní nahoty.
Mezi často fotografované modelky patřily během 20. a 30. let 20. století například herečky Kathleen Meyers, Clara Bow, Mae West či Jean Harlowová.

### Trash the dress
Trash the dress je styl portrétní fotografie, při které je v kontrastu elegantní oblečení a prostředí, ve kterém se fotografuje. Obecně se fotografuje ve stylu svatební, módní fotografie nebo glamour. Na rozdíl od klasiky se často odehrává na neobvyklých místech – jako jsou například střechy domů, skály, vrakoviště aut, skládky, pole, u zdi s graffiti nebo v opuštěných budovách. Žena je často oblečená v plesových nebo svatebních šatech, které se mohou během fotografování namočit, umazat a v extrémních případech také roztrhat nebo zničit. Hlavní účinek těchto snímků je zapůsobit atmosférou tradičních krásných svatebních šatů v kontrastu ve zcela netypickém prostředí. Vzhledem k netradičnímu prostředí, ve kterém se fotografuje, je dobré více dbát na bezpečí všech zúčastněných.

## Příklady glamourové fotografie

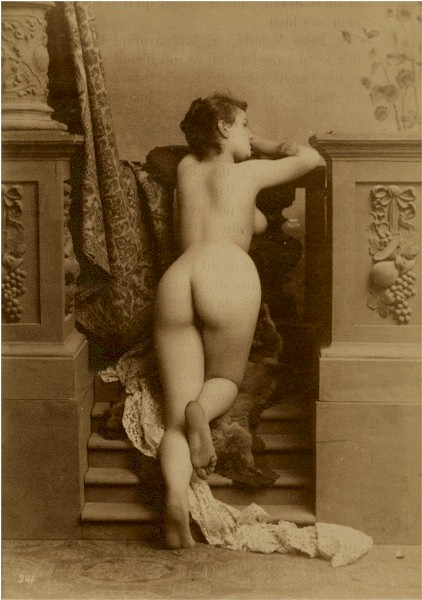
Studie aktu, 1870
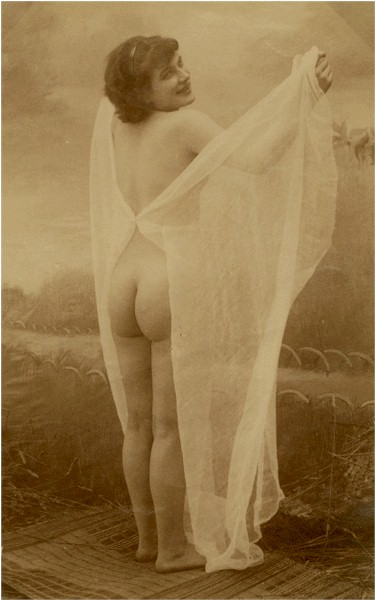
Francouzský akt, 1890
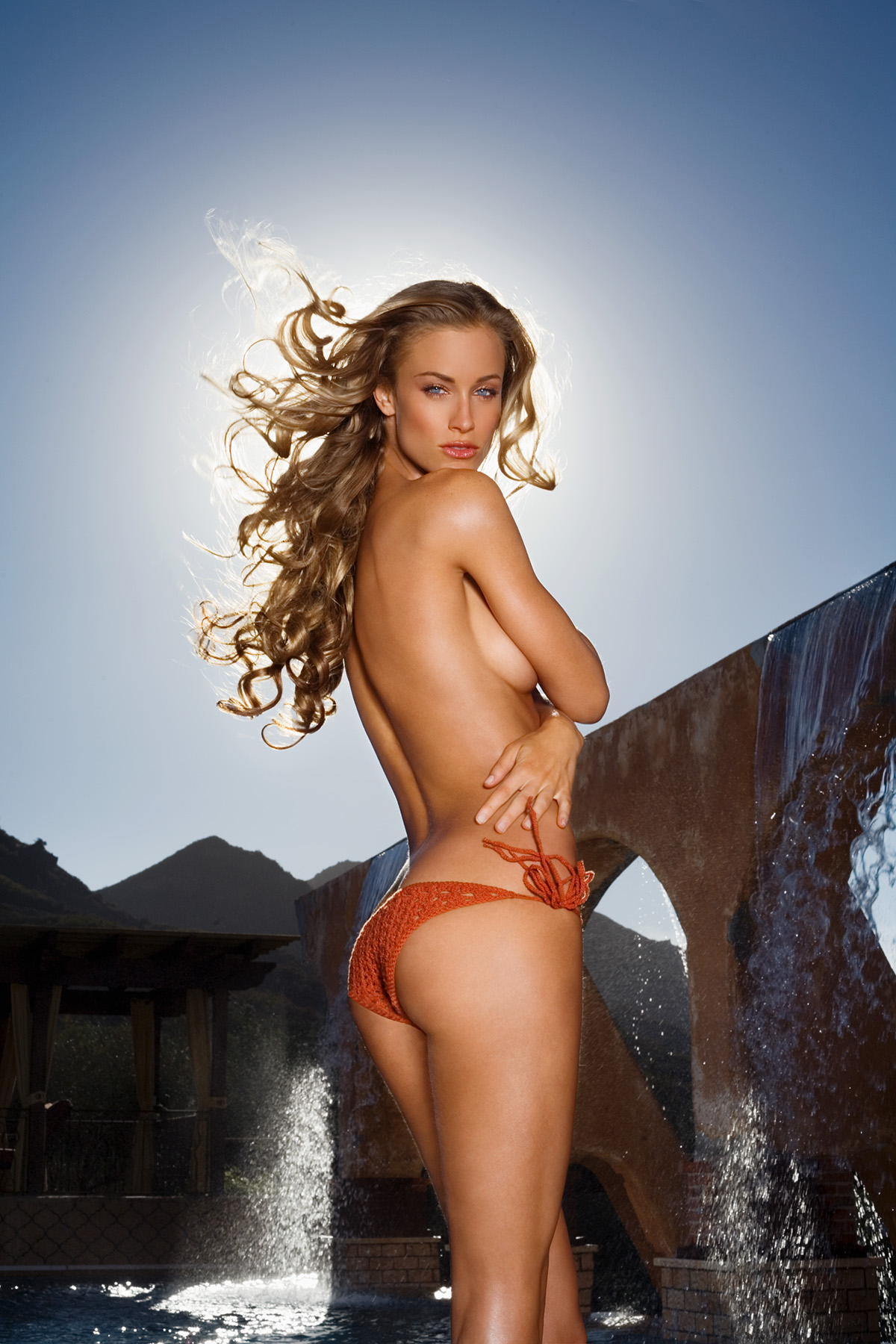
Americká modelka a televizní moderátorka Michele Merkinová
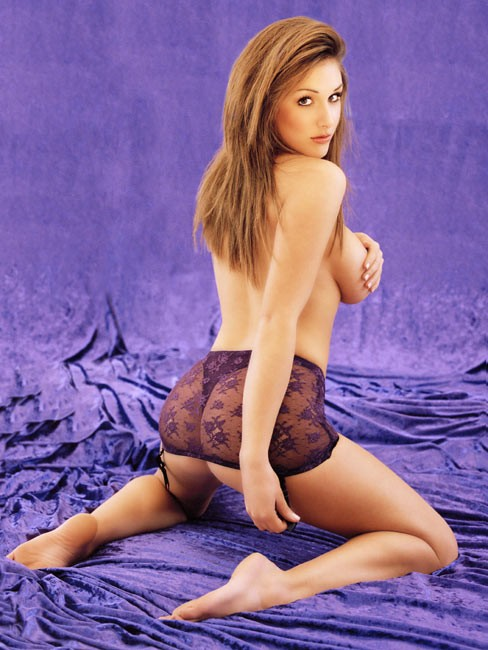
Lucy Pinder
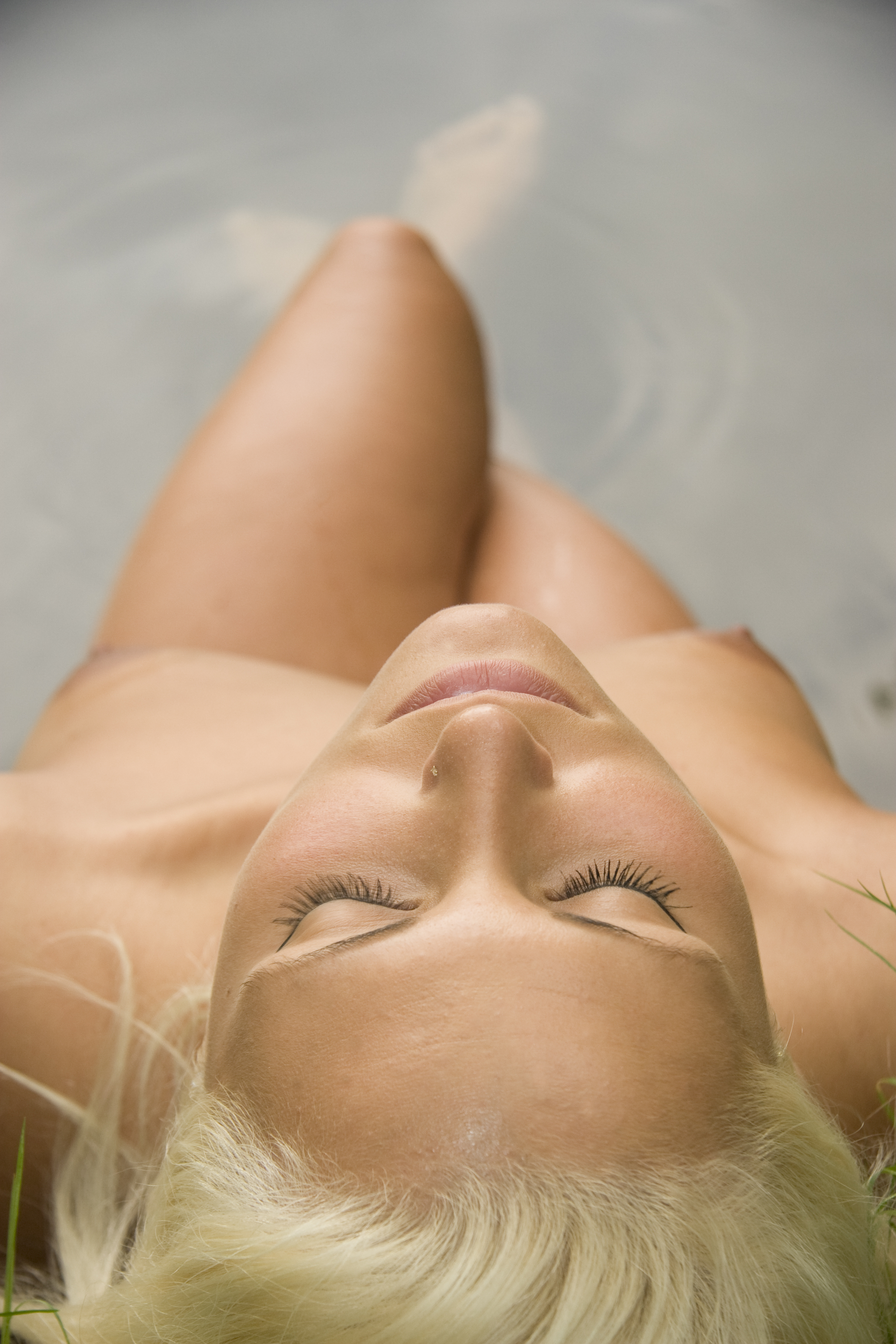
Švédský glamour, modelka Lina
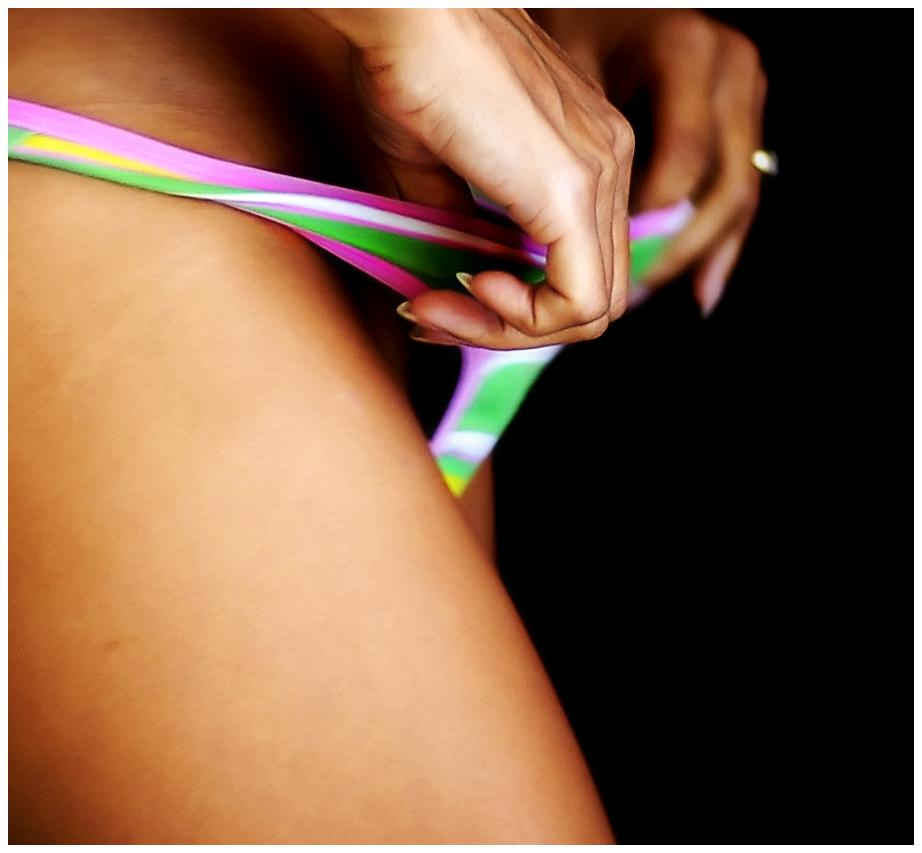
Detail jako glamour
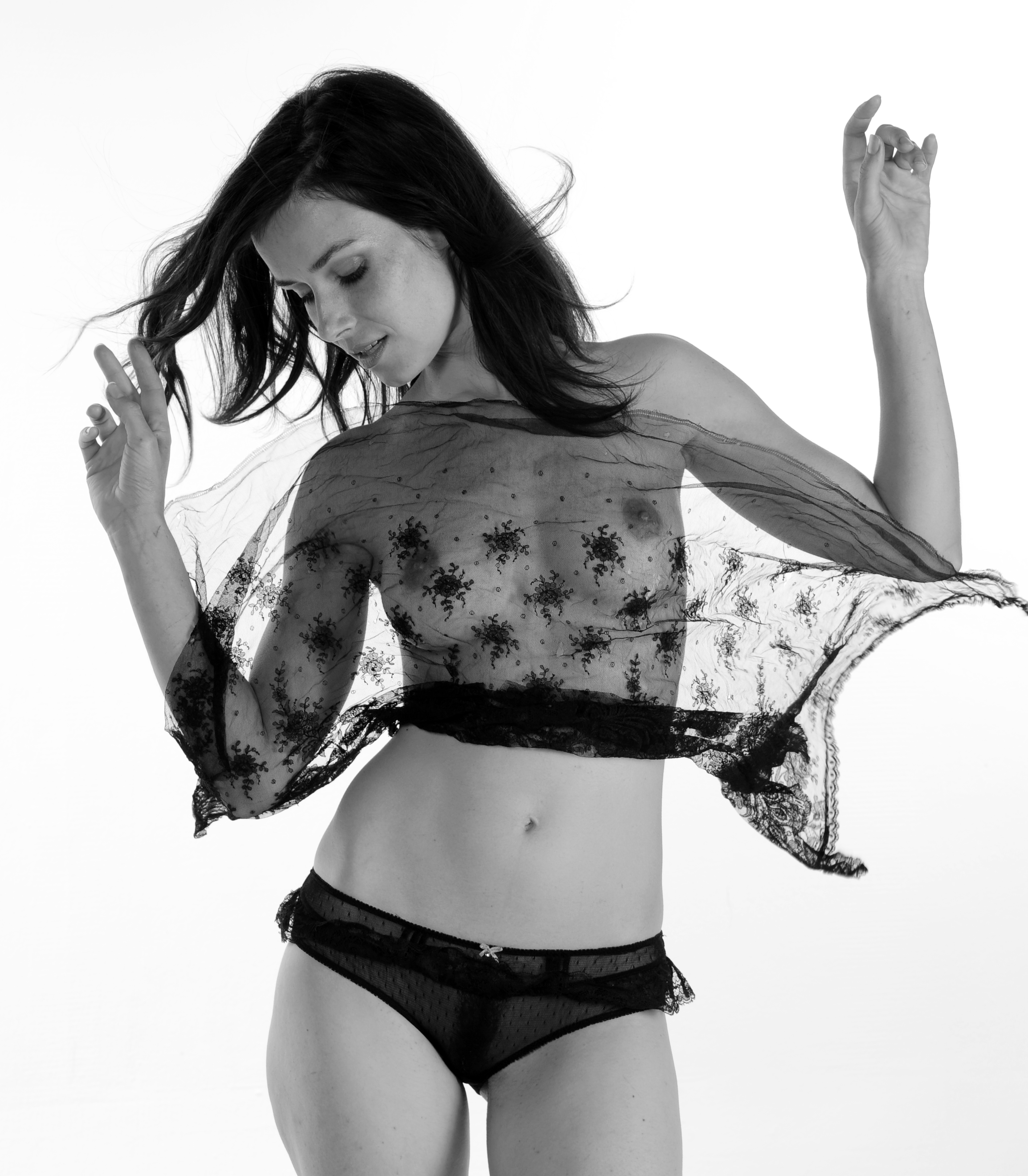
Francouzský glamour Jean-Christophe Destailleur
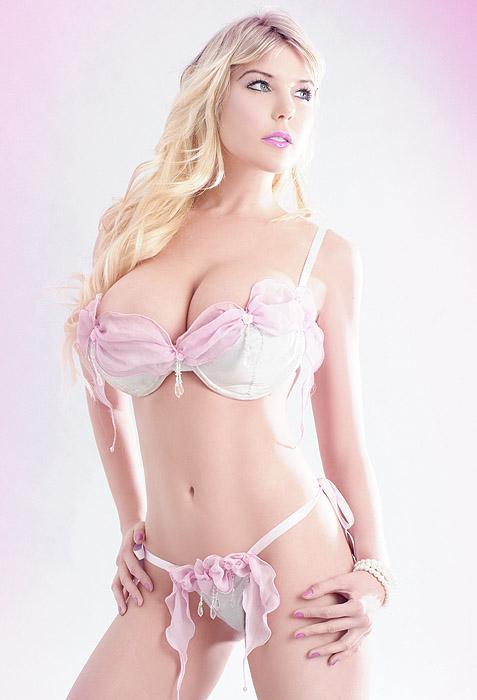
Alyssa Nicole Pallett
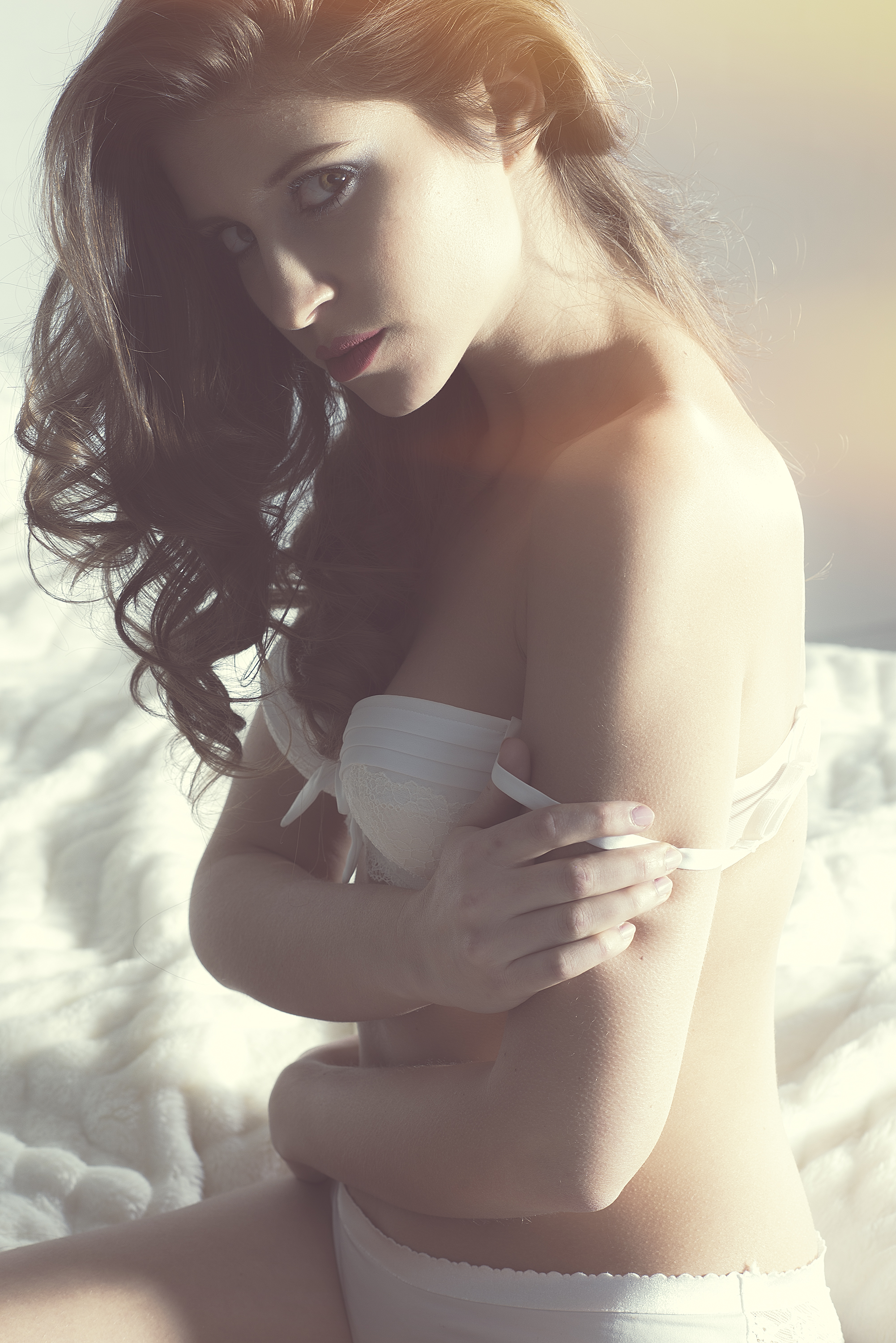
Glamour, modelka ve spodním prádle
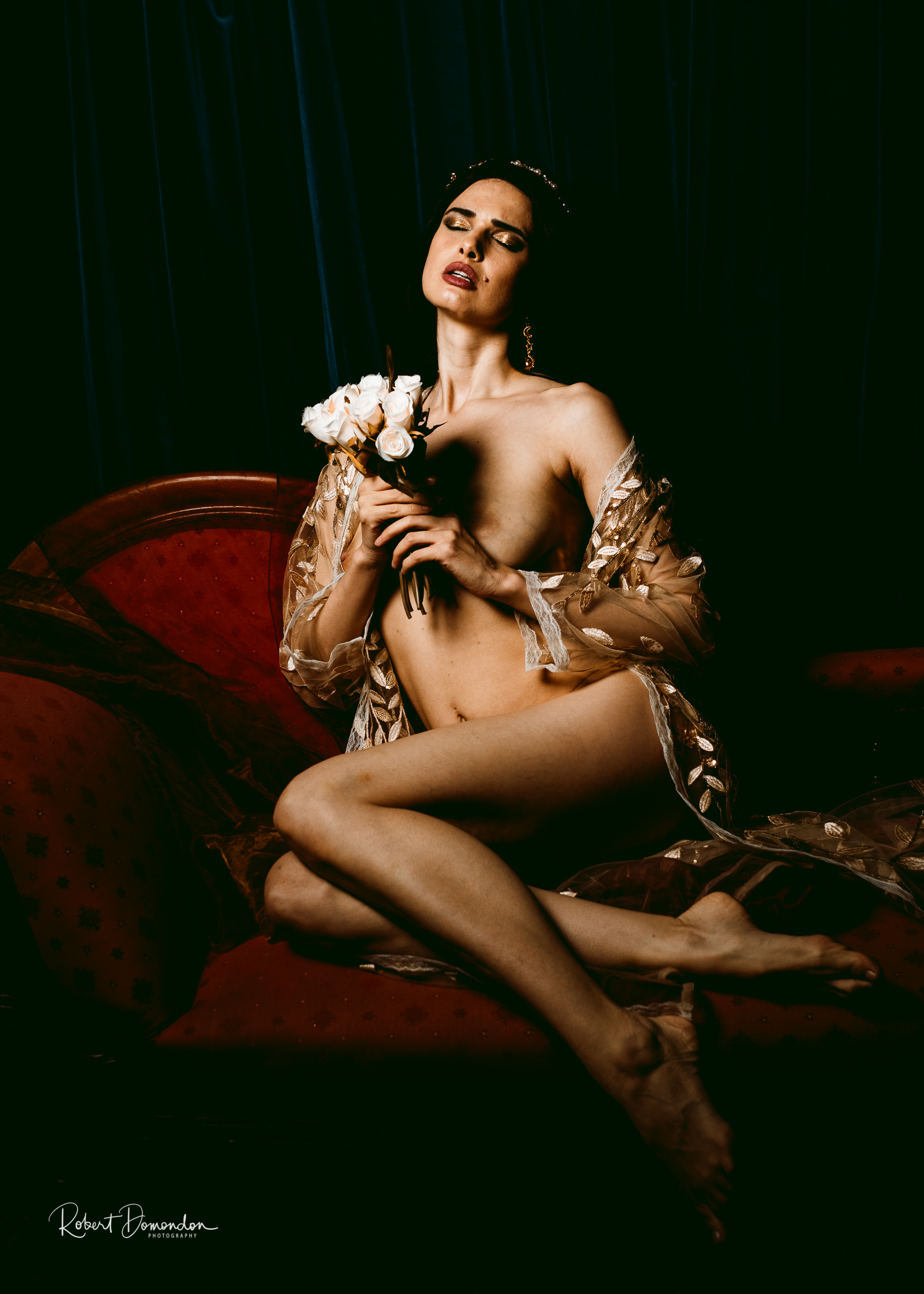
Modelka na pohovce; pomezí glamouru a boudoiru
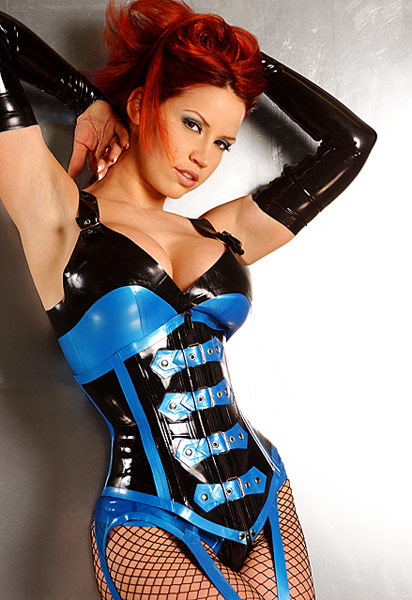
Bianca Beauchamp